# آخر آسفالت
آخرآسفالت یکی از محلات با اصالت قدیمی و مرکزی شهر اهواز مرکز استان خوزستان ایران است.
در حال حاضر امام جمعه ی اهواز سید عبدالنبی موسوی فرد در این محله ساکن است.
این محله در بخش شرقی و قلب شهر واقع است. و وسعتی در حدود سه و نیم کیلومتر مربع دارد.

## محدوده جغرافیایی
محدوده آن در راستای شمال-جنوب بین خیابان جنت و خیابان زند و در راستای شرق-غرب بین حاشیهٔ کارون و بزرگراه آیت الله بهبهانی قرار دارد. این محله از چندین محله کوچکتر به نام‌های ابوذر، بیست و دو بهمن، مشعلی، خسروی، فاطمی و … تشکیل شده‌است.
علت نامگذاری
علت نامگذاری این محله از آن جهت است که در گذشته (قبل از دهه ۳۰ شمسی) محدوده آسفالت خیابانهای بخش جنوبی شهر اهواز به خیابان زند یا اباذر کنونی منتهی می‌شد و بعد از آن آسفالت نبود؛ لذا بعد از آن را آخر آسفالت می‌نامیدند. پس از گسترش محدوده آسفالت، اندکی محدوده این محله در اذهان عمومی تغییر کرد.
این منطقه تا ابتدای دهه شصت خورشیدی، باغ و زمین کشاورزی بود اما از آن زمان، ساخت و سازها در آن افزایش یافت به گونه‌ای که جز قطعات معدودی باقی نمانده و این قطعات باقی مانده نیز به مرور درحال تبدیل شدن به منازل مسکونی است.

## بخش‌ها

### مرکز اداری خدماتی
اداره آگاهی اهواز، اداره پلیس مبارزه با مواد مخدر، حوزه چهار امام سجاد بسیج شهری شرق اهواز، سرپرستی منطقه ۲ بانک صادرات، اداره وصول مطالبات بانک صادرات، معاونت زیباسازی شهرداری منطقه یک، ناحیه ۳ شهرداری منطقه یک اهواز در این محله قرار دارند.
این محله هم‌چنین دارای دو دفتر پیشخوان دولت و خدمات عمومی است

### مساجد و مراکز فرهنگی
مسجدهای این منطقه عبارتند از مسجد دولتی (امام حسن عسکری)، مسجد (الغدیر)، مسجد رضوان، مسجد حجت بن الحسن عسکری، مسجد ایزدخواستی‌ها، مسجد خضرنبی، مسجد امام موسی کاظم، مسجد رسول اکرم، مسجد بقیةالله، مسجد ابوذر، مسجدامام علی الهادی، مسجد ام البنین
همچنین این محله دارای سرای محله، کتابخانه عمومی، تعداد زیادی حسینیه، مجتمع‌های آموزشی دخترانه، پسرانه، نظری، کارودانش و فنی‌وحرفه‌ای می‌باشد.
همچنین مؤسسه فرهنگی تربیتی عصر ظهور، مؤسسه فرهنگی هنری مصباح، مؤسسه خانواده و سبک زندگی راه، انجمن ایزدخواستی‌های ساکن خوزستان و دفتر آیت الله سیستانی نیز در این محله قرار دارند.

### بازار
بازار این محله که هنوز حالت سنتی دارد مشهور است. در این بازار همه‌گونه نیازمندی‌های روزمره به فروش می‌رسد. بازارچهٔ بزرگ صدف و بازارچه مهران و رازی ازجمله آنهاست.
همچنین وجود چهار هایپر مارکت سمیع، افق کوروش، نشان بازار و امام رضا وبرادران دلفی و سوپرمارکت‌های دیگر نیازهای مردم از جهت خریدهای روزانه بر طرف می‌سازد.
همچنین این منطقه دارای دو جایگاه پمپ بنزین اختصاصی به نام ولید ساعدی و ساکی است.

### پارک‌ها
پارک سیاحتی ساحل یا همان باغ‌وحش اهواز، مجموعه ریتاج و پارک ساحلی ربیع و ده پارک کوچک در این منطقه قرار گرفته‌اند.

### مرکز درمانی
همچنین در آخر آسفالت یک مرکز بهداشت و سه پایگاه وابسته به ان به همراه چندین مطب دکتر و درمانگاه شبانه‌روزی عمومی و تخصصی و داندان پزشکی و داروخانه وجود دارد.